# Archie McKellar
Archibald Ashmore McKellar, dit Archie McKellar (né le 10 avril 1912 à Paisley et mort au combat  le 1er novembre 1940 près d'Adisham), est un aviateur britannique de la Royal Air Force (RAF).

## Biographie
Il participe notamment à la bataille d'Angleterre pendant la Seconde Guerre mondiale.
La carrière au combat de McKellar est très brève, s'étalant sur un peu plus d'une année. Il remporte toutes ses victoires, sauf deux, au cours des deux derniers mois et demi de sa vie, soit du 15 août au 1er novembre 1940. Le 7 octobre 1940, il abat cinq Messerschmitt Bf 109, devenant ainsi un « as en un jour » et l'un des 24 seuls as alliés à avoir accompli cet exploit. Lors de sa dernière mission, il avait remporté 21 victoires aériennes et deux autres partagées. Parmi ces 21 victoires aériennes, se trouve onze Messerschmitt Bf 109,. McKellar, avec Ronald Hamlyn (en) et Brian Carbury (en), est le seul pilote britannique à réaliser l'exploit d'avoir été « as en un jour » pendant la bataille d'Angleterre,,,.
Le 1er novembre 1940, un jour après la fin officielle de la bataille d'Angleterre, il est tué au combat. Il décolle et engage une formation de chasseurs allemands, dont il en abat peut-être un, lui offrant ainsi sa 22e victoire, non créditée, et finale. McKellar est ensuite lui-même abattu.